# Sotzeling
Sotzeling település Franciaországban, Moselle megyében. Lakosainak száma 25 fő (2022. január 1.). Sotzeling Château-Voué, Conthil, Haboudange és Riche községekkel határos.

## Népesség
A település népessége az elmúlt években az alábbi módon változott:
| Lakosok száma | 28   | 23   | 21   | 20   | 20   | 19   | 21   | 23   | 25   |
|               | 2013 | 2015 | 2016 | 2017 | 2018 | 2019 | 2020 | 2021 | 2022 |